# Илайша Кент Кейн
Илайша Кент Кейн (на английски: Elisha Kent Kane) e американски флотски лейтенант, лекар и изследовател.

## Ранни години (1820 – 1850)
Роден е на 28 февруари 1820 година във Филаделфия, Пенсилвания, в адвокатско семейство. През 1842 завършва медицинския факултет на Пенсилванския университет. От 1843 до 1846 е лекар във военноморския флот и посещава Китай, Египет, Европа, Северна и Западна Африка. Участва като лекар в Мексиканско-американската война (1846 – 1848), като служи в морската пехота.

## Експедиционна дейност (1850 – 1855)
През 1850 – 1851 участва като старши лекар в експедицията на Едуин Де Хейвън, изпратена да търси изгубената експедиция на Джон Франклин.
През 1853 – 1855 на кораба „Адвенс“ организира и възглавява експедиция от 18 души за търсене на експедицията на Джон Франклин, която е спонсорирана от промишлените магнати Джошуа Гринел и Джордж Пибоди. В началото на юли 1853 корабът спира в един от югозападните фиорди на Гренландия, където в качеството си на водач на кучешки впрягове и ловец, е назначен 19-годишният ескимос Ханс Хендрик, който изиграва много важна роля в тази и в следващите арктически експедиции.
На север от протока Смит, през август 1853 открива басейна Кейн (24 хил. км2) и зимува на 78°37′ с. ш. 70°53′ з. д. / 78.616667° с. ш. 70.883333° з. д., близо до Земя Инглфилд в Северозападна Гренландия. През април и май 1854 Кейн предприема поход на ски на североизток по брега на Земя Инглфилд и между 79º и 80º с.ш. открива ледника Хумболт (15 юни) спускащ се в залива Пибоди.
През юли 1854 Хендрик и морякът Уилям Мортън извършват поход по брега на Земя Инглфилд към залива Пибоди и след това на север покрай ледника Хумболт, достигат до 80º 07` с.ш., където гренландския бряг остро завива на запад. Хендрик и Мортън изминават около 60 км в това направление покрай високия южен бряг на открития от тях бряг, който назовават Земя Вашингтон – до нос Джексън. Зад носа те виждат свободния от ледове проток Кенеди, водещ на север и продължават по източния му бряг до 80º 40` с.ш., но поради разваляне на времето са принудени да се завърнат на кораба.
През това лято екипажът не успява да освободи кораба от ледовете и се налага експедицията да остане за второ зимуване. Запасите взети от САЩ бързо намаляват, но Хендрик удачно ловува и доставя на зимуващите прясно месо. Въпреки това, всичките европейци заболяват от скорбут. По време на двете зимувания умират трима души, а на двама се налага да се ампутират стъпалата на краката поради измръзване. Свършват и дървата за огрев и се налага да се горят части от кораба.
На 20 май 1855 екипажът изоставя кораба и поема на юг, влачейки тежко натоварени шейни и три лодки. По пътя умира още един човек. След месец, в средата на юни, американците преминават през протока Смит, но около нос Александър ледовете напълно се отдръпват и по-нататък продължават с трите лодки в Бафиновия залив. Придвижването на юг е ужасно бавно и трудно, запасите от продукти са напълно изчерпани и моряците са спасени от гладна смърт единствено благодарение ловджийските умения на Ханс Хендрик. Така преминават още седем седмици. Около 74º с.ш. експедицията среща датски китоловен кораб, който доставя силно изтощените американци в едно от селищата на Западна Гренландия. На 11 октомври същата година, Кейн и останалите живи участници, се завръщат в Ню Йорк. Въпреки няколкото смъртни случая, експедицията е причислена като най-успешните за това време, първо защото Кейн достига рекордна 78º 37` с.ш. с кораб и второ, по време на двете зимувания са загубени само четири души.

## Последни години (1855 – 1857)
След завръщането си от експедицията Кейн посещава вдовицата на Джон Франклин и лично ѝ представя доклада си относно издирването на изчезналия ѝ съпруг. След това отплава за Хавана в напразен опит да възстанови здравето си, но умира на 16 февруари 1857 година ненавършил 37 години.

## Памет
Неговото име носят:
- басейн Кейн (79°33′ с. ш. 69°20′ з. д. / 79.55° с. ш. 69.333333° з. д.) между Гренландия на изток и остров Елсмиър на запад;
- нос Кейн (83°26′ с. ш. 38°54′ з. д. / 83.433333° с. ш. 38.9° з. д.) на северния бряг на Гренландия;
- остров Кейн (81°05′ с. ш. 58°40′ и. д. / 81.083333° с. ш. 58.666667° и. д.) в архипелага Земя на Франц Йосиф.

## Съчинения в руски превод
- Путешествия и открытия 2-ой Гринельской экспедиции в северные полярные страны для отыскания сэра Джона Франклина, совершенные в 1853, 1854 и 1855 г, СПБ, 1860.